# Венелин Пехливанов
Венелин Манев Пехливанов е български актьор.

## Биография
Роден е през 1936 г. в Сливен. Завършва ВИТИЗ „Кръстьо Сарафов“ с профил „актьорско майсторство“ в класа на Георги Стаматов. Той е състудент на Иван Раев, Димитър Буйнозов, Любомир Киселички, Иван Несторов, Борис Луканов, Лора Кремен, Нина Стамова.
Сред по-известните му роли в театъра са на Иванко на Васил Друмев, „Сън в лятна нощ“, проф. Спасов в „Нощем с белите коне“. Участва и в постановки като „Альоша“ и „Братя Карамазови“.
Игра в Народния театър „Иван Вазов“ над 20 години, Театър „Българска армия“, Драматичен театър „Николай Хайтов“ в Смолян.
Участва в многобройни радиопиеси на Българското радио.
Награждаван е многократно с държавни отличия – лауреат на национални филмови и театрални фестивали, Заслужил и Народен артист и други награди.

## Награди и отличия
- Народен артист
- Заслужил артист

## Театрални роли
- „Сборен пункт“ (Душан Ковачевич) – Иван Павлович
- „Вишнева градина“ (Антон Чехов) – Гаев
- „Последен срок“ (Валентин Разпутин) – Иля
- „Оптимистична трагедия“ (Всеволод Вишневски) – Вайонен
- „Под игото“ (Иван Вазов) – Тодор Каблешков
- „Казаларската царица“ (Иван Вазов) – съблазнителя Пенчо Трайчев
- „Златната карета“ (Леонид Леонов) – кариериста Маслов
- „Господа Головьови“
- „Добрата стара Англия“ (Съмърсет Моъм) – Сидней
- „Океан“ (Александър Щейн) – Платонов
- „Иван Шишман“ (Камен Зидаров) – Мурад
- „Прокурорът“ (Георги Джагаров) – следователят Николов
- „Иванко“ (Васил Друмев) – Иванко
- „Сън в лятна нощ“ (Уилям Шекспир)
- „Нощем с белите коне“ (Павел Вежинов) – проф. Спасов
- „Опит за летене“ (Йордан Радичков)
- „Альоша“
- „Братя Карамазови“ (Фьодор Достоевски)

## Телевизионен театър
- „Евангелие по Матея“ (1990) (Стефан Грозданов)
- „Егмонт“ (1989) (Гьоте)
- „Разсед“ (1988) (Димитър Начев)
- „Реабилитация“ (1988) (Евгений Тодоров)
- „Представянето на комедията „Г-н Мортагон“ от Иван Вазов и Константин Величков в пловдивския театър „Люксембург“ в 1883 г.“ (1988) (Пелин Пелинов), 2 части – Гаврил Кръстевич
- „Гнездото на глухаря“ (1987) (Виктор Розов)
- „Под тревожните върхове“ (1986) (Драгомир Асенов)
- „След сезона“ (1985) (Димитър Начев)
- „Незабравими дни“ (1985) (Лозан Стрелков), 2 части
- „Процесът Стамболийски“ (1985) (Пелин Пелинов), 2 части
- „Владетелят на света“ (1985) (Александър Беляев), 3 части – Лудвиг Щирнер
- „Протокът съществува“ (1984) (Е Раблес)
- „Рози за доктор Шомов“ (1984) (от Драгомир Асенов, реж. Димитрина Гюрова и Николай Савов)
- „Кариера“ (1984) (Евгений Тодоров)
- „Клопка“ (1984) (Димитър Начев)
- „Ифигения в Таврида“ (1983) (Гьоте) – Тоаст
- „Разходка в събота вечер“ (1983) (Драгомир Асенов)
- „Още нещо за любовта“ (1983) (Едуард Радзински)
- „Вината“ (1982) (Александър Кургатников)
- „Лунният камък“ (1982) (Уилки Колинс), 3 части
- „Седем вика в океана“ (1982) (Алехандро Касона)
- „Под слънцето, близо до морето“ (1982) (Мирон Иванов)
- „Константин и Фружин“ (1982) (Радко Радков)
- „Стачката“ (1982) (Кирил Василев)
- „Сказание за хан Аспарух, княз Слав и жреца Терес“ (1982) (Антон Дончев), 6 части
- „Магелан“ (1981) (Еманюел Роблес) – Фернандо Магелан
- „Опасният завой“ (1981) (Джон Пристли)
- „Буря в тихо време“ (1981) (Кирил Василев)
- „Ако...“ (1980) (Самуил Альошин)
- „История на отживялото живуркане“ (1979) (Михаил Салтиков-Щедрин и Сергей Михалков), 2 части – Иван Тимофеевич
- „Нощният отпуск на затворника М“ (Богдан Глогински) (1978)
- „Ленин влезе в нашия дом“ (1977) (Георги Караславов)
- „Съдии на самите себе си“ (1977) (Кольо Георгиев)
- „Професия за ангели“ (1977) (Драгомир Асенов)
- „Табакера 18 карата“ (1977) (Никола Русев)
- „Забравете Херострат“ (1975) (Григорий Горин)[2]
- „Не подлежи на обжалване“ (1973) (Лозан Стрелков)
- „Луди пари“ (1973) (Николай Островски)
- „Ръка Илиева“ (1969) (Стоян Загорчинов)

Хумористични миниатюри
- „Експериментът“ (Петър Незнакомов) – писателят Г. Христосков

## Филмография
| Година      | Филми и Сериали                               | Серии | Копродукции                                  | Роля                                                  |
| ----------- | --------------------------------------------- | ----- | -------------------------------------------- | ----------------------------------------------------- |
| 2003        | Сорая – („Soraya“)                            |       | Италия / Германия / Франция                  | Хюсеин Ала                                            |
| 2002        | Папа Йоан – („Papa Giovanni – Ioannes XXIII“) | 2 ч.  | Италия / Германия /                          | кардинал Тисеран                                      |
| 1993        | Младият Пикасо – („El joven Picasso“)         | 4     | Испания                                      | (в 2 серии: 3 и 4)                                    |
| 1988        | Събеседник по желание                         |       |                                              | режисьорът                                            |
| 1988        | Солвейг                                       |       |                                              | маестрото                                             |
| 1983        | Черно-бяло (тв)                               |       |                                              |                                                       |
| 1982        | Признавам всичко                              | 3     |                                              | Мордщайн                                              |
| 1982        | Рицарят на бялата дама                        | 3     |                                              | директорът                                            |
| 1981        | Търновската царица                            |       |                                              | аптекарят                                             |
| 1981        | Ударът                                        |       |                                              | беловласият                                           |
| 1980        | Приключенията на Авакум Захов                 | 6     | геологът Боян Ичеренски – (в 2 серии: 1 и 2) |                                                       |
| 1979        | Сами сред вълци                               | 5     |                                              | подполковник Костов (в 5 серии: I, II, III, IV, V)    |
| 1978        | Хора и богове                                 | 3     |                                              | Пиреев, учен                                          |
| 1978        | Топло                                         |       |                                              | новият директор на затвора                            |
| 1977        | Петимата от РМС                               | 5     |                                              | чете текста във филма (в 5 серии: от I до V вкл.)     |
| 1977        | От другата страна на огледалото               |       |                                              | господин Желев                                        |
| 1976        | Залутан по пътя                               |       |                                              |                                                       |
| 1975        | Сладко и горчиво                              |       |                                              | „Черния“, мародер и шеф-контрабандист                 |
| 1975        | Да изядеш ябълката                            |       |                                              | пилотът, приятел на Мария, бивш партизанин            |
| 1974        | Белимелецът                                   |       |                                              | онбашията                                             |
| 1973        | Морал                                         |       |                                              | капитан Момчилов, раненият командир на военна дружина |
| 1971 – 1972 | Това спокойно всекидневие                     | 3     |                                              | полковник Норман                                      |
| 1971        | Откраднатият влак                             |       | България / СССР                              | подпоручикът                                          |
| 1969        | Осмият                                        |       |                                              | висш полицай                                          |
| 1968        | Прокурорът                                    |       |                                              | братът на Миладин Войнов                              |
| 1968        | Първият куриер                                |       | България / СССР                              | Георги Бакалов                                        |
| 1967        | Последният войвода                            |       |                                              | капитан Стрелчев                                      |
|             | Може би утре, може би никога...               | 2     |                                              | Уулфсхайм                                             |

## Звукороли и участия в звукозаписи
През социализма актьорът участва в множество звукозаписи, предназначени за учебните институции.
- „Бележити химици“ (Учтехпром, 1979 г.)